# 穆赫塔尔·阿乌埃佐夫
穆赫塔尔·奥马尔汉诺维奇·阿乌埃佐夫（مۇحتار ومارحانۇلى اۋەزوۆ，1897年9月28日—1961年6月27日），他是哈萨克作家、诗人、文艺理论家，曾任哈萨克科学院院士。
他生于牧民家庭。毕业于列宁格勒大学。1917年开始写作。著有剧本《恩利基一克别克》（1917年）和小说《无法自卫者的命运》（1920年代发表）等。分成两部的长篇史诗性小说《阿拜的道路》，第一部获1949年斯大林奖金，全书获1959年列宁奖金。该小说描写哈萨克诗人阿拜的生平，反映十九世纪后半叶哈萨克领主氏族上层的骄奢淫逸和劳动人民的悲惨生活以及他们的觉醒。

## 著作
- 《恩利基·克别克》（1917）
- 《阿拜》（1942-1947）
- 《阿拜之路》（1952-1956）
- 《无法自卫者的命运》（1921）
- 《有学识的公民》（1923）
- 《穿丧服的美女》（1935）
- 《山隘的枪声》（1927）
- 《峭壁》（1935）
- 《肩并肩》（1933）
- 《脚印》（1933）
- 《埃曼·绍尔潘》（1934）
- 《闪电的反光》（1934）
- 《在边境上》（1937）
- 《在考验的时刻》（1942）